# Alejandro Castillo
Alejandro Rosales „Alex” Castillo (ur. 26 listopada 1998 w Arizonie) – amerykański zbieg oskarżony o zabójstwo 23-letniej kobiety i ucieczkę do Meksyku w celu uniknięcia odpowiedzialności karnej, 516. osoba umieszczona na liście 10 Najbardziej Poszukiwanych Zbiegów Federalnego Biura Śledczego.

## Zabójstwo Sandy Ly Le
Alejandro Castillo został oskarżony o zabójstwo 23-letniej Truc Quan “Sandy” Ly Le, która była jego dziewczyną. Poznali się pracując razem w restauracji w Charlotte w Karolinie Północnej i byli parą przez krótki czas przed zabójstwem. Castillo pożyczył pieniądze od Le. Wymiana wiadomości tekstowych między nimi świadczy o tym, że wspólnie ustalili spotkanie w celu spłaty długu 9 sierpnia 2016 w Charlotte. Castillo nie miał jednak zamiaru oddać pieniędzy. Na miejscu kazał Le wyjąć dużą sumę pieniędzy z bankomatu, a następnie udał się z nią do odległego zalesionego obszaru poza Charlotte. Śledczy ustalili, że miał oddać strzał z broni palnej w jej głowę, a następnie wrzucić ją do wąwozu. Następnie Castillo i jego nowa dziewczyna, również pracowniczka restauracji w Charlotte, Ahmia “Mia” Feaster, wspólnie mieli wyjechać ze stanu samochodem Le i przekroczyć amerykańską granicę do Meksyku.

## Śledztwo i postępowanie karne
Początkowo śledztwo prowadzone przez departament policji Charlotte-Mecklenburg dotyczyło zaginięcia trzech pracowników restauracji w Charlotte: Alejandra Castilla, Truc Quan “Sandy” Ly Le i Ahmii “Mii” Feaster. Najpierw odnaleziono dowód na to, że Castillo pożyczył pieniądze od Le, a z ich wymiany wiadomości tekstowych wynikało, że mieli spotkać się w sprawie ich zwrotu 9 sierpnia 2016 w Charlotte. 15 sierpnia 2016 odnaleziono pojazd należący do Le na przystanku autobusowym w Phoenix w stanie Arizona. Ciało kobiety z raną postrzałową na głowie zostało odnalezione 17 sierpnia 2016 poza Charlotte.
Nagrania z kamer przemysłowych w Nogales w stanie Arizona zarejestrowały jak Castillo, wraz z osobą towarzyszącą, przekracza granicę do Meksyku 16 sierpnia o godzinie 21:00. Według śledczych podejrzany o zabójstwo mógł zamieszkać w San Francisco de los Romo lub Pabellón de Arteaga w stanie Aguascalientes. Mógł też później przenieść się do Guanajuato lub Veracruz.
20 października 2016 Mia Feaster poddała się policji w meksykańskim stanie Aguascalientes i powróciła do Karoliny Północnej, gdzie postawiono jej zarzuty współudziału w morderstwie. 
2 listopada 2016 sąd okręgowy Hrabstwa Mecklenburg w Karolinie Północnej wydał nakaz aresztowania Castilla, oskarżając go o morderstwo pierwszego stopnia. 10 lutego 2017 sąd okręgowy zachodniej części Karoliny Północnej wydał federalny nakaz aresztowania w związku z zarzutem ucieczki w celu uniknięcia odpowiedzialności karnej. 
24 października 2017 Castillo został dodany do listy 10 Najbardziej Poszukiwanych Zbiegów Federalnego Biura Śledczego. Jest 515. osobą umieszczoną na tej liście.